# آنروده

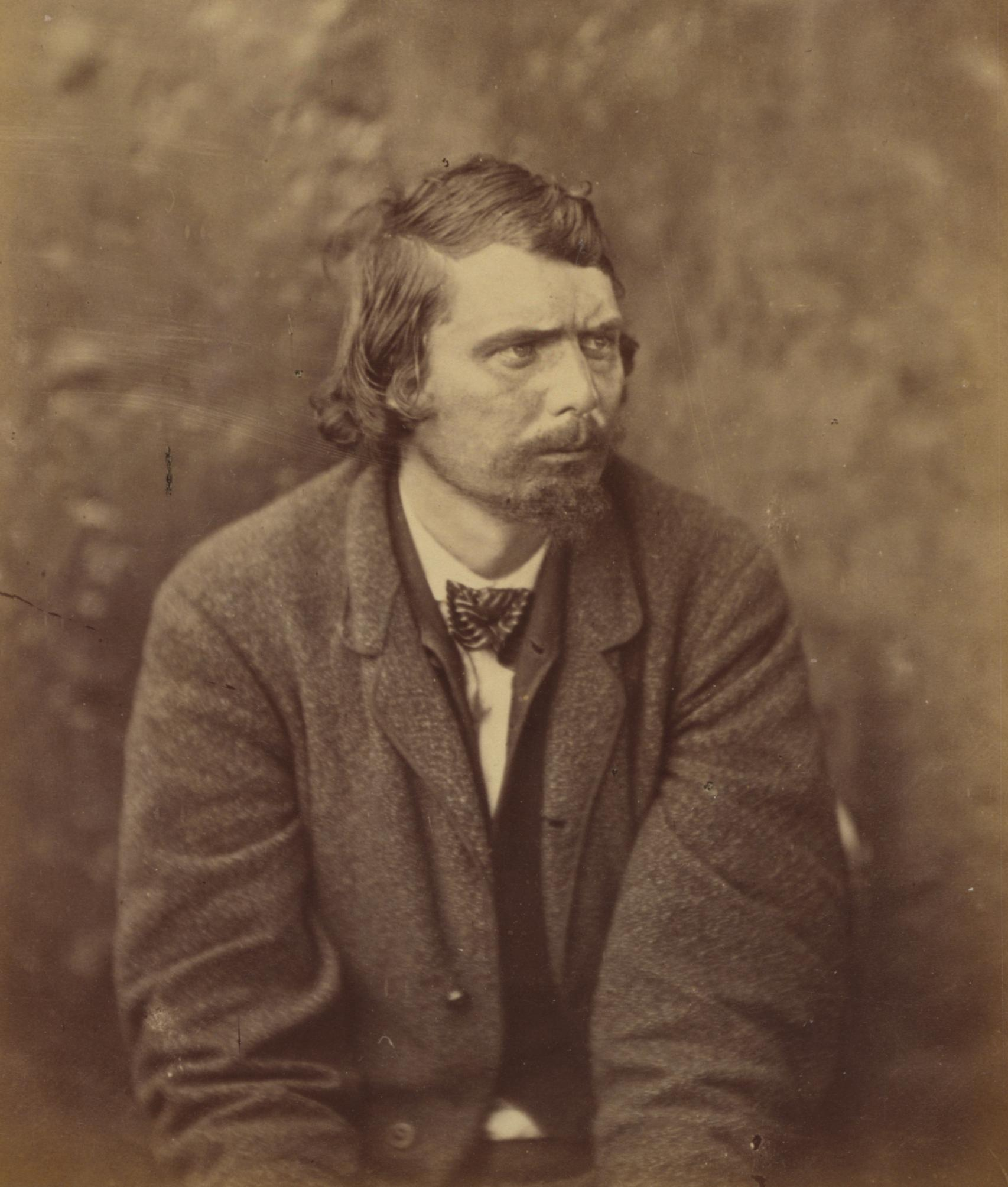

آنروده (به آلمانی: Anrode) یک شهر در آلمان است که در اونستروت-هاینیش واقع شده‌است. آنروده ۳٬۵۶۱ نفر جمعیت دارد.